# シャノン・エメリック
シャノン・エメリック（英語:Shannon Emerick)は、アメリカ合衆国の女優、声優。

## 人物
大学では、演劇学専攻していたという。『IS 〈インフィニット・ストラトス〉』やアニメ版『リトルバスターズ!』の英語吹き替え版で、それぞれシャルロット・デュノア、直枝理樹の声を演じたことでも有名である。

## 出演作品

### 国内アニメ
- AKB0048（10代目宮澤佐江・朝宮陽子）
- CLANNAD（ガラクタの人形）
- IS 〈インフィニット・ストラトス〉（シャルロット・デュノア、クラリッサ・ハルフォーフ）
- リトルバスターズ!（直枝理樹）
- 落第騎士の英雄譚（日下部加々美）
- 少女☆歌劇 レヴュースタァライト（星見純那）
- UQ HOLDER!（早乙女ハルナ、ルキ）
- ダンジョンに出会いを求めるのは間違っているだろうか (フィン・ディムナ)
- BanG Dream! (奥沢美咲)
- めだかボックス アブノーマル (対馬右脳)
- ノーゲーム・ノーライフ (テト)
- ヴィンランド・サガ (トルフィン(少年時代)))

### ゲーム
- ワールズエンドクラブ (たっつん)

## 受賞歴
| 年   | 賞                     | リザルト |
| ---- | ---------------------- | -------- |
| 2006 | ヒューストン最高女優賞 | 受賞     |
| 2011 | ヒューストン最高女優賞 | 受賞     |